# Forum Queeres Archiv München
Das Forum Queeres Archiv München ist ein Verein mit Sitz in München, der zu LGBTIQ*-Geschichte sammelt und forscht. Der regionale Fokus liegt auf München und Bayern. Der Verein besteht unter anderen Bezeichnungen seit 1999; zum 20-jährigen Bestehen erfolgte eine Umbenennung in Forum Queeres Archiv München – LesBiSchwulTransInter* in Geschichte und Kultur e.V.

## Archiv
Das Forum Queeres Archiv München sammelt zur Kultur- und Alltagsgeschichte von Lesben, Schwulen, Bisexuellen, Transgender und intersexuellen Menschen. Ziel ist es, „die Lebenskultur von LGBTIQ* der vergangenen Jahrzehnte in München und der Region zu erhalten und der Öffentlichkeit zugänglich zu machen“.
Die Sammlung zur Schwulengeschichte setzt mit den Aktivitäten der ersten Homosexuellenbewegung ein, die sich dem Vorbild von Magnus Hirschfeld in Berlin folgend, im Jahr 1902 als Wissenschaftlich-humanitäres Komitee in München gründete.
Nach dem Erhalt des literarischen Nachlasses von Gustl Angstmann, der durch seine Aktivität seit den 1970er Jahren herausragende emanzipationspolitische Zeichen setzte, verfügte das Forum, seine schwulenbezogene Sammlung nach ihm zu benennen. Das Gustl-Angstmann-Archiv enthält und würdigt die Verdienste des Autors und Gesprächstherapeuten, der das öffentliche Schweigen in München brach und lange scharfzüngig die politischen Entwicklungen mit seinen Glossen kommentierte.
Seit 2014 wird im Forum ein Lesbenarchiv „Raum für Lesbengeschichte“ aufgebaut. Zu den Beständen gehören inzwischen mehrere Vor- und Nachlässe der Neuen Frauen-Lesben-Bewegung bzw. historische Dokumente, Fotos, Notizen, Programmzettel, Zeitschriften, Plakate oder andere Gedenkstücke der Bewegungsgeschichte, die Informationen über lesbisches Leben und Identität in Vergangenheit und Gegenwart gewähren.
Der Gesamtbestand des Forum umfasst etwa 3700 Bücher, mehr als 200 Zeitschriftentitel mit mehr als 9200 Exemplaren, etwa 950 Poster, 1200 Videokassetten, DVDs und CDs sowie 600 Digitalisate. Dazu kommen private Dokumente, Tagebücher, Fotoalben und Flyer. Das Forum verfügt u. a. über eine umfangreiche Sammlung von Zeitzeug*inneninterviews, Fotos des Fotografen Horst Middelhoff sowie Privataufnahmen aus dem Nachlass des Aktivisten Guido Vael und Unterlagen des ersten offen schwulen Stadtrats Gerd Wolter. Im Oktober 2019 gründete sich am Forum eine Forschungsgruppe, die das Leben und Werk des Malers Paul Hoecker untersucht. Ein Teil des Familiennachlasses Hoeckers befindet sich seit 2020 im Archiv des Forums und wurde digitalisiert. In Interviews und Zeitzeuginnengesprächen wird seit 2019 die Geschichte lesbischer Kneipen in München rekonstruiert. In den letzten Jahren traten Bisexualität, Trans und Inter* zu den Sammlungsthemen hinzu.

## Kooperationen
Das Forum Queeres Archiv München kooperiert u. a. mit dem Münchner Stadtmuseum und dem Stadtarchiv München: Im Februar 2020 riefen sie gemeinsam unter dem Motto „München sucht seine LGBTI*-Geschichte“ dazu auf, Dokumente und Objekte abzugeben, um eine Sammlung zur LGBTIQ*-Stadtgeschichte im Münchner Stadtmuseum aufzubauen. Der Künstler Philipp Gufler verwendete die Postersammlung des Forum Queeres Archiv München für seine Installation „I Wanna Give You Devotion“, die 2021/2022 in der Ausstellung „Sweat“ im Haus der Kunst München und 2023 im Kunstraum der Leuphana Universität Lüneburg zu sehen war.

## Geschichte
Der Verein wurde 1999 unter dem Namen forum homosexualität und geschichte münchen e.V. gegründet. Ziel war es, Zeugnisse des Lebens von schwulen Männern, lesbischen Frauen und allen weiteren Menschen mit nicht-heterokonformer Sexualität oder abweichender Geschlechtsidentität zu sammeln und zu veröffentlichen sowie die Arbeit von LGBTIQ*-Initiativen zu dokumentieren. Geografischer Schwerpunkt des Sammlungsziels ist München. Die Motivation zur Vereinsgründung erfolgte aus der Erkenntnis, dass andernfalls aufgrund staatlicher Verfolgung und gesellschaftlicher Ausgrenzung wichtige Kulturgüter verloren gehen. Bereits bei der Gründung distanzierte sich das Forum von Aktivisten für Pädophilie wie dem Gründungsmitglied Wolfram Setz.
Eine wichtige Rolle in der Entwicklung des Archivs spielte der Fachverband Homosexualität und Geschichte und seine jährlichen Tagungen im deutschsprachigen Raum, die einzelne Themen der Bewegungs- und Biografieforschung benennen und vertiefen. Die Arbeit des Forums bewirkte, dass die Geschichts- und Kulturarbeit der LGBTIQ*-Community Münchens aus ungesicherten Privatsammlung gerettet, gebündelt und unter ein Dach gestellt werden konnte. 2007 änderte der Verein seinen Namen in forum homosexualität münchen e.V. - lesben und schwule in geschichte und kultur. Anlässlich des 20-jährigen Bestehens erfolgte, entsprechend dem erweiterten Fokus der Vereinsarbeit, im Jahr 2019 eine nochmalige Umbenennung in Forum Queeres Archiv München - LesBiSchwulTransInter* in Geschichte und Kultur e.V.
2017 lud das Archiv Wolfram Setz zu einem Vortrag beim Erinnerungsfestakt für Karl Heinz Ulrichs ein. In diesem Rahmen warb Setz ohne Absprache für die Unterstützung von Pädophilie und brachte das Forum damit in Misskredit. Er erhielt daraufhin eine Rüge vom Vorstand. Das war das Ende der Zusammenarbeit, doch das Forum konnte nicht mit Sicherheit sagen, ob nicht Pädophile oder deren Unterstützer Einfluss auf seine Arbeit genommen hatten. 2023 bat daher der Vorstand beim Münchner Stadtrat um 53.000 Euro für die Untersuchung der Geschichte des Forums in Bezug auf Pädophilie. Es wurden 45.000 Euro aus dem Fonds Queere Gleichstellung und 8.000 Euro aus dem Etat des Kulturreferats bewilligt, zusätzlich zu den jährlich von der Stadt bezahlten 400.000 Euro für die laufende Arbeit. Für die Aufarbeitung wurde im Rahmen einer Ausschreibung das Münchner Institut für Praxisforschung und Projektberatung (IPP) ausgewählt. Für die Arbeit wurde ein Jahr veranschlagt.
2023 hatte der Verein etwa 100 Mitglieder.

## Publikationen
Das Forum Queeres Archiv München veröffentlicht in unregelmäßigen Abständen Publikationen. Die Reihe „Splitter“ befasst sich mit historischen und gesellschaftsgeschichtlichen Themen, „Lebensgeschichten“ behandeln (auto-)biografische Geschichten, Künstler*innenbücher dokumentieren künstlerische Arbeiten, die aus Archivmaterialien entstanden. Das Forum wirkte u. a. maßgeblich an der Entstehung des ThemenGeschichtsPfads „Geschichte der Schwulen und Lesben in München“ des Kulturreferats der Landeshauptstadt München und war an der Entstehung des Denkmals für die im Nationalsozialismus verfolgten Lesben und Schwulen beteiligt.

### Publikationsreihe „Splitter“
- Splitter 1: Wolfram Setz (Hrsg.): Karl Heinrich Ulrichs. München, 29. August 1867. 20 Seiten, München 2000, ISBN 3-935227-01-9
- Splitter 2: Wolfram Setz: Karl-Heinrich Ulrichs zum 175. Geburtstag. Ein (Ge-)Denkblatt. 16 Seiten, München o. J., ISBN 978-3-935227-01-8
- Splitter 3: Peter Jungblut: Ein Streifzug durch die schwule Geschichte Münchens 1813–1945. 80 Seiten, 2. erweiterte Auflage. München 2005, ISBN 978-3-935227-03-2
- Splitter 4: Albert Knoll: Totgeschlagen – totgeschwiegen. Die homosexuellen Häftlinge im KZ Dachau. 36 Seiten, München 2000, Nachdruck 2018, ISBN 978-3-935227-04-9
- Splitter 5: Florian Mildenberger: Schwulenbewegung in München 1969 bis 1996. 39 Seiten, München 2000, ISBN 3-935227-05-1
- Splitter 6: Bernd-Ulrich Hergemöller: Männer, „die mit Männern handeln“, in der Augsburger Reformationszeit. 68 Seiten, München 2000, Nachdruck 2019, ISBN 978-3-935227-06-3
- Splitter 7: Florian Mildenberger: Kulturverfall und Umwandlungsmännchen. Die Psychiatrie und die Homosexuellen im Dritten Reich am Beispiel München. 32 Seiten, München 2000, Nachdruck 2019, ISBN 3-935227-07-8
- Splitter 8: Albert Knoll et al. (Hrsg.): Die Enterbten des Liebesglücks – Max Spohr (1850–1905), Pionier schwuler Literatur. 62 Seiten, München 2001, ISBN 978-3-935227-08-7
- Splitter 9: Klaus Reichold: Keinen Kuß mehr! Reinheit! Königtum! Ludwig II. von Bayern (1845–1886) und die Homosexualität. 80 Seiten, München 2003, ISBN 978-3-935227-15-5
- Splitter 10: Marita Keilson-Lauritz und Friedemann Pfäfflin: 100 Jahre Schwulenbewegung an der Isar I: Die Sitzungsberichte des Wissenschaftlich-humanitären Komitees München (1902–1908). 63 Seiten, München 2003, ISBN 3-935227-10-8
- Splitter 11: Albert Knoll: „Gott sei dank, dass ich so bin!“ August Fleischmann. Ein Vorkämpfer der Münchner Homosexuellenbewegung. 311 Seiten, München 2007, ISBN 978-3-935227-12-4
- Splitter Sonderausgabe: 1999–2009. Zehn Jahre forum homosexualität münchen e.V. – Lesben und Schwule in Geschichte und Kultur. Materialien zur Geschichte der Homosexuellen in München und Bayern. 120 Seiten, München 2009, ISBN 978-3-935227-13-1
- Splitter 12: Ariane Rüdiger: Lesben sichtbar machen. Die Arbeit des AK Uferlos Lesbenpolitik. Münchner Lesbenpolitik in den 1990er Jahren. 124 Seiten, München 2015, ISBN 978-3-935227-18-6
- Splitter 13: Albert Knoll (Hrsg.): Der Rosa-Winkel-Gedenkstein. Die Erinnerung an die Homosexuellen im KZ Dachau. 117 Seiten, München 2015, ISBN 978-3-935227-19-3
- Splitter 14: Philipp Gufler (Hrsg.): I WANNA GIVE YOU DEVOTION [Die Postersammlung des forum homosexualität München e.V.]. 112 Seiten, München 2017 (in Kooperation mit dem Hammann von Mier Verlag), ISBN 978-3-947250-06-6
- Splitter 15: Ariane Rüdiger: Sag ich’s oder sag ich’s nicht? Lesbenforschung auf eigene Faust: Die Geschichte des AK Lesben und Arbeit. 88 Seiten, München 2017, ISBN 978-3-935227-22-3
- Splitter 16: Albert Knoll (Hrsg.): Der Anschlag auf Magnus Hirschfeld. Ein Blick auf das reaktionäre München 1920. 88 Seiten, München 2020, ISBN 978-3-935227-23-0
- Splitter 17: Philipp Gufler (Hrsg.): Projektion auf die Krise. Gauweilereien in München. 152 Seiten, München 2021, ISBN 978-3-935227-24-7
- Splitter 18: Wolfgang Scheel: Raus aus dem Ghetto! Die Homosexuelle Aktionsgruppe HAG/HAM in München von 1971 bis 1980. 64 Seiten, München 2021, ISBN 978-3-935227-25-4

### Publikationsreihe „Lebensgeschichten“
- Harry Raymon: Einmal Exil und zurück. Autobiographischer Roman. 288 Seiten, München 2005, ISBN 978-3-935227-11-7
- Erich Haas: „… eines Freundes Freund zu sein …“. 120 Seiten, München 2009, ISBN 978-3-935227-14-8
- Christine Schäfer: Zwischen Nachkriegsfrust und Aufbruchslust. Lesbisches Leben in München in den 1950er bis 1970er Jahren. Sieben Biografien. 103 Seiten, München 2010, ISBN 978-3-935227-17-9
- Kirsten Nilsson: Vom Hitlerjungen zur Domina. Ein transsexuelles Leben im 20. Jahrhundert. 156 Seiten, München 2017, ISBN 978-3-935227-20-9

### Publikationsreihe „Künstler*innenbücher“
- Philipp Gufler: Projektion auf die Krise (Gauweilereien in München). 72 Seiten, Hammann von Mier Verlag, München 2014
- Philipp Gufler: Quilt #01 – #30 (deutsch/englisch). 208 Seiten, Hammann von Mier Verlag, München 2020, ISBN 978-3-947250-27-1
- Jan Erbelding, Philipp Gufler, Leo Heinik (Hrsg.): Cosy bei Cosy. 72 Seiten, Hammann von Mier Verlag, München 2023, ISBN 978-3-947250-52-3

## Veranstaltungen
Das Forum Queeres Archiv München veranstaltet Stadtrundgänge, Lesungen, Vorträge, Erzählcafés und Ausstellungen zu LGBTIQ*-Themen und -Persönlichkeiten und in Kooperation mit Einrichtungen wie dem NS-Dokumentationszentrum (München) und Gruppen zu historischen oder aktuellen Themen Erlebnistagungen und künstlerische Projekte.
Von November 2021 bis August 2022 war das Forum Queeres Archiv München Teil der Reihe „Archives in Residence“ im Münchner Haus der Kunst.